# Mid-Wilshire
Mid-Wilshire är ett distrikt i staden Los Angeles, Kalifornien. Det är en del av regionen Wilshire.
Det omfattar oftast området som avgränsas av La Cienega Boulevard i väst, Melrose Avenue i norr, Hoover Street i öst, Santa Monica Freeway i söder, även om vissa kvarter i detta område sammanfaller med delar av Mid-City, Mid-City West och West Adams-distrikten. Distriktet har fått sitt namn från Wilshire Boulevard, den primära huvudgatan genom området. Tjänstområdet för  Wilshire Division of the Los Angeles Police Department är kongruent till de delar av Mid-Wilshire inom staden Los Angeles. Ett populärt smeknamn bland lokalbefolkningen för detta område är Midtown.